# Списък с епизоди на „Моят луд дебел дневник“
Моят луд дебел дневник (на английски: My Mad Fat Diary) e британски сериал, който дебютира по E4 на 14 януари 2013 г. Базиран е на книгата „Моят дебел, луд тийнейджърски дневник“ ("My Mad Fat Teenage Diary) от Рей Ърл.

## Епизоди

### Сезон 2
| № | # | Заглавие                                     | Режисура        | Сценарий               | Първо излъчване  | Първо излъчване  | Рейтинг (в милиони) |
| --- | - | -------------------------------------------- | --------------- | ---------------------- | ---------------- | ---------------- | ------------------- |
| 7 | 1 | Alarm (Алармата)                             | Антъни Филипсън | Том Бидуел             | 17 февруари 2014 | 17 февруари 2014 | Неизвестно          |
| Вторият сезон започва с героинята Рей, която започва да пише в дневника си, но вижда, че целият е изписан. Тя решава да пише писмо на Тикс, като ѝ разкаже детайлно за лятото, в което казва: Арчи е „страхотен“, Чоп и Изи все още са заедно, Клои е същата, Карим и майка ѝ са щастливо женени и за първи път в живота си Рей е щастлива. Тя също споделя, че връзката ѝ с Фин се „разгорещява“. Рей ни връща в деня след сватбата на майка ѝ, където Клои ги е събрала, за да обсъдят болестта на Рей, но тя им казва, че се чувства по-добре. След среща с Фин на боулинг, Рей си мисли, че е накарала Фин да се чувства по-малко мъжествен като го бие в играта. Следвайки съвета на Клои, Рей създава ситуация, в която Фин да ѝ покаже, че е мъжествен – футболен мач, но той се ранява по време на мача. Докато го превързва Фин я целува и ѝ казва, че наистина я обича. След цялата предистория, Рей се връща към настоящия интимен момент с Фин, но майката на Рей ги прекъсва и Фин изрича двете думи, за които Рей копнее „Следва продължение...“. На сесия с Кестър Рей му казва, че вече не пише в дневника си, а той на свой ред ѝ споменава за група за терапия. Рей и Изи обсъждат колко много искат да изгубят девствеността си, при което Клои предлага да я загубят преди училище да започне. Групата решава да отиде на кампинг ден преди началото на учебната година. Момичетата отиват да си купят бельо и в магазина Рей вижда реклама на привлекателна жена, която носи красиво бельо. Същата тази реклама е в целия град и Рей я забелязва всеки път, когато минава покрай нея. След като гледа порнографски филм във видеомагнетофона в стаята на майка си, Рей решава да си направи кола маска. На следващата терапия с Кестър, тя разкрива, благодарение на игра, че може би все още страда от това как изглежда. На кампинга Рей си мисли, че няма да може да изгуби девствеността си, тъй като има само две палатки за шестима. Изи ѝ казва, че с Чоп за първи път са правили секс предната вечер и ѝ е харесало. Фин изненадва Рей с романтично украсен микробус, за да правят секс, но Рей решава, че не може да го направи. С наближаването на училище Рей става все по-нервна. Тя изоставя Фин и избягва през първия изход. На друга терапия се разкрива, че Тикс е умряла и Рей и Кестър страдат от това. Тогава Рей решава да посещава групата, за която ѝ беше споменал Кестър и разпознава едно момче от училище. |   |                                              |                 |                        |                  |                  |                     |
| 8 | 2 | Radar (Радарът)"                             | Антъни Филипсън | Том Бидуел             | 24 февруари 2014 | 24 февруари 2014 | Неизвестно          |
| Майката на Рей я кара до училище и я пита как са нещата. Рей ѝ разказва няколко истории, които всъщност за измислени, за да не ѝ каже, че не е ходила на училище след като без да иска пуска алармата. Докато чака пред дирекцията вижда Лиам, за когото директорката смята, че е отговорен за пускането на алармата. Лиам не изказва Рей. Директорката на училището предлага на Рей да започне училище тогава, когато се чувства по-добре. Рейчъл настоява и започва посещението на часовете. За да може това да стане, Рей трябва да стои „под радара“ т.е. да е незабележима, като Арчи, който се преструва на хетеросексуален, за да може да си намери приятели. Клои преминава през криза, разбирайки, че вече не е популярна и се опитва да се сближи с най-популярното момиче – Стейси и нейната група. Рей също страни от Фин, който става много популярен в училището и се опитва да разбере защо той я харесва. Тя се бои да се съблече пред него. Среща се с него и той я кани у тях. На следващия ден Арчи ѝ казва за Сими, момчето известно със създаването на прякори. Рей благодари на Лиам за това, че не е казал нищо и разбираме, че и той също много мрази училище. Полуголи снимки на Клои започват да се появяват из училището. Първоначално Клои изглежда притеснена, но впоследствие казва на Рей, че тя е разпространила снимките, за да стане известна. Фин и Рей са заедно и докато разглеждат албум със снимки Рей намира снимка на Фин и бившето му гадже – Стейси. Рей напива Фин докато той заспива, а на следващия ден го отбягва. След разговора ѝ с Клои, Рей решава да скъса с Фин, за да не привлича внимание, а и да не трябва да се съблича пред него. Тя го бута в тоалетна за инвалиди, която не работи, но дръжката пада. Когато им отварят, цялото училище ги вижда заедно. Първоначално майката на Рей смята, че навлиза в менопауза, но научава, че всъщност е бременна в петия месец. След сеанс с Кестър Рей отива в дома на Фин и къса с него. |   |                                              |                 |                        |                  |                  |                     |
| 9 | 3 | Girls (Момичетата)                           | Люк Снелин      | Том Бидуел и Лора Нийл | 3 март 2014      | 3 март 2014      | Неизвестно          |
| |   |                                              |                 |                        |                  |                  |                     |
| 10 | 4 | Friday (Петък)                               | Люк Снелин      | Том Бидуел             | 10 март 2014     | 10 март 2014     | Неизвестно          |
| |   |                                              |                 |                        |                  |                  |                     |
| 11 | 5 | Inappropriate Adult (Възрастен, но не точно) | Люк Снелин      | Том Бидуел             | 17 март 2014     | 17 март 2014     | Неизвестно          |
| |   |                                              |                 |                        |                  |                  |                     |
| 12 | 6 | Not I: Part 1 (Това не съм аз 1)             | Алекс Уинклър   | Том Бидуел             | 24 март 2014     | 24 март 2014     | Неизвестно          |
| |   |                                              |                 |                        |                  |                  |                     |
| 13 | 7 | Not I: Part 2(Това не съм аз 2)              | Алекс Уинклър   | Неизвестно             | 31 март 2014     | 31 март 2014     | Неизвестно          |
| |   |                                              |                 |                        |                  |                  |                     |